# John Álvarez
John Kelvin Daniel Álvarez Peña (Venezuela, 12 de agosto de 1999) es un estudiante venezolano, de la carrera de antropología en la Universidad Central de Venezuela (UCV). Álvarez también se ha desempeñado como secretario general juvenil del partido Bandera Roja. El 30 de agosto de 2023 fue detenido por funcionarios de seguridad, siendo víctima de tortura durante su reclusión. Actualmente tiene la pierna derecha lesionada, perdió la visión en el ojo izquierdo como producto de las torturas, tiene el riñón derecho inflamado, y ha sufrido afecciones respiratorias. Fue excarcelado el 23 de diciembre de 2023.

## Educación
Álvarez es estudiante de antropología en la Universidad Central de Venezuela (UCV), donde ha integrado el Comité de Usuarios del Comedor, y también ha cursado la carrera de derecho en la Universidad Católica Santa Rosa. Adicionalmente, se ha desempeñado como secretario general juvenil del partido opositor Bandera Roja.

## Detención
El 30 de agosto de 2023 fue detenido por funcionarios de la Dirección de Acciones Estratégicas y Tácticas (DAET) de la Policía Nacional Bolivariana (PNB),en la avenida Bolívar de Caracas, aparentemente pegando afiches de protesta con las banderas de Ucrania y de Venezuela. Fue recluido en la sede de la PNB localizada en Los Chaguaramos, Caracas. De acuerdo con Provea, John fue presentado ante el Tribunal 13º de Terrorismo el 1 de septiembre. El 3 de septiembre, las autoridades de la UCV emitieron un comunicado exigiendo que se respetara la integridad física de Álvarez, expresando que al no existir información oficial por parte del Ministerio Público y al no estar claras las circunstancias de su arresto, se suscitan «serias dudas acerca de las actuaciones de los órganos del Estado competentes en la materia y sobre el respeto al debido proceso». Joel García, abogado de Álvarez, aseguró que las acusaciones en contra del estudiante se basan en un informe de contrainteligencia anónimo, a raíz de las declaraciones de un patriota cooperante.
John fue acusado de los cargos de «conspiración» y «asociación para delinquir» y ha sufrido torturas durante su detención, siendo golpeado con un bate y recibiendo descargas eléctricas en sus rodillas, costillas y testículos. Álvarez denunció las torturas durante su audiencia de presentación el 4 de septiembre, y su familia ha denunciado tales actos ante tanto la Defensoría del Pueblo como el Ministerio Público.
Adicionalmente, se le sustrajeron sus pertenencias y fue obligado a grabar un video incriminando a seis sindicalistas detenidos.Joel García denunció que Álvarez perdió la vista en el ojo izquierdo como producto de las torturas, además de que en el servicio forense de la fiscalía fue diagnosticado como «inflamación del riñón izquierdo y lesión en la pierna derecha», además de la pérdida de visión en el ojo. Dirigentes estudiantiles de la UCV, incluyendo a representantes de la Federación de Centros de Estudiantes, le exigieron a Tarek William Saab que se pronunciara sobre su encarcelamiento y que recibiera atención médica inmediata.
Múltiples organizaciones de derechos humanos han denunciado la detención de Álvarez y solicitado su liberación, incluyendo a Amnistía Internacional, Provea, y el Observatorio Nacional de Derechos Humanos. Provea específicamente denunció que su encarcelamiento «forma parte de un patrón de hostigamiento contra estudiantes, líderes sindicales, políticos, organizaciones no gubernamentales y toda la sociedad civil venezolana».La Coalición Sindical Nacional también ha denunciado su tortura, expresando que el vídeo que lo vincula  con el dirigente sindical Carlos Salazar, a quien presumiblemente también se buscaba judicializar, fue realizado por la fuerza. Entre otras personas que han denunciado su detención y tortura de Álvarez se encuentra Luis Almagro, secretario general de la Organización de Estados Americanos (OEA). Fue excarcelado el 23 de diciembre de 2023.